# Distretto di Theni
Il distretto di Theni è un distretto del Tamil Nadu, in India, di 1 094 724 abitanti. Il suo capoluogo è Theni.